# 水口御殿
水口御殿（みなくちごてん）は、近江国甲賀郡水口（現在の滋賀県甲賀市水口町）に築かれた徳川将軍家の御殿である。

## 概要
水口御殿は徳川秀忠の五女和子（東福門院）が後水尾天皇に入内した元和6年（1620年）に宿泊施設として築かれたとされる。ただ、慶長8年（1603年）に大溝城を壊し水口に移したという史料や慶長9年（1604年）に御茶屋を築いたという史料もあることから、慶長9年頃に建造し、元和6年に改修した可能性もある。秀忠が元和5年（1619年）、同9年（1623年）及び寛永3年（1626年）に、家光が元和9年と寛永3年に上洛の際に「水口御殿」で休憩・宿泊している。
御殿は水口宿の南方（現在の甲賀市あいみらい保育園の敷地）にあり、その遺構は確認できないが、戦前までは西側に土塁と堀があったという。江戸時代の絵図には多く「古御殿」としてその敷地が描かれる。寛永10年（1633年）頃に作成された「江州水口絵図」には周囲に水堀を巡らせた単郭方形で、東側に外枡形を構え、「御茶御屋敷ノ内五拾間二五拾三間」、「堀之広さ上五間」とその規模が描かれている。
御殿は寛永11年（1634年）に水口城が築かれた後、撤去された。跡地は加藤明友が入部するまで幕府の管理下に置かれていた。